# Ione Jiménez
Ione Agonay Jiménez Cabrera  (Las Palmas de Gran Canaria, 13 de octubre de 1985), conocido como Ione, es un futbolista español que juega de defensa para el S. C. Mannswörth de la Wiener Stadtliga.

## Trayectoria
Formado en la cantera de la U. D. Las Palmas, alcanzó el primer equipo en 2005. Tras cuatro años, con un paréntesis de cesión en el Osasuna Promesas, abandonó el club.
Tras un breve paso por el Jerez Industrial marchaba a Austria, pasando dos temporadas en el SC Rheindorf Altach de la segunda división. Al terminar la temporada 2010-11 fichó por el SV Grödig de la misma liga. Con dicho club en 2013 consigue  el ascenso a la Bundesliga, máxima división austriaca.

## Clubes
| Club                       | País    | Años      | Part. | Goles |
| -------------------------- | ------- | --------- | ----- | ----- |
| U. D. Las Palmas           | España  | 2005-2007 | 45    | 0     |
| C. A. Osasuna "B" (cesión) | España  | 2007-2008 | 22    | 0     |
| U. D. Las Palmas           | España  | 2008-2009 | 1     | 0     |
| Jerez Industrial           | España  | 2009      | 13    | 0     |
| S. C. Rheindorf Altach     | Austria | 2010-2011 | 45    | 1     |
| S. V. Grödig               | Austria | 2011-2015 | 94    | 6     |
| LASK Linz                  | Austria | 2015-2016 | 24    | 3     |
| F. C. Admira Wacker        | Austria | 2016-2018 | 4     | 0     |
| WSG Tirol                  | Austria | 2018-2020 | 4     | 1     |
| S. C. Mannswörth           | Austria | 2021-     |       |       |